# O Mentiroso
O Mentiroso é um filme brasileiro de 1988 dirigido por Werner Schünemann, que também escreveu o roteiro com Giba Assis Brasil e Angel Palomero. Uma comédia, o enredo apresenta a história de quatro jovens que viajam para Florianópolis e que, ao longo do caminho, envolvem-se em confusões. A produção foi agraciada com os prêmios de melhor filme, direção, ator e atriz coadjuvante no Festival de Brasília em 1988.

## Enredo
O enredo é uma paródia dos filmes de estrada norte-americanos. Nele, quatro amigos (Jonas, interpretado por Angel Palomero; Ana, interpretada por Xala Felippi; Wilson, interpretado por Vicente Barcellos; e Kátia, interpretada por Lila Vieira) reúnem-se para uma viagem até Florianópolis, em Santa Catarina. Ao longo do caminho, porém, o grupo se envolve em confusões, como quando são perseguidos pela polícia. Eventualmente, acabam se envolvendo com mentirosos profissionais.

## Elenco

O ator Paulo José interpretou o personagem Augusto

O filme teve em seu elenco os seguintes atores:
- Angel Palomero.... Jonas
- Lila Vieira.... Cátia
- Vicente Barcellos.... Wilson
- Xala Felippi.... Ana
- Paulo José.... Augusto
- Patrícia Travassos.... Carolina
- Sérgio Mamberti.... coringa
- Esther Castro.... coringa
- João Carlos Castanha.... coringa
- Zeca Kiechaloski.... coringa
- Araci Esteves

## Recepção

### Análise da crítica
O O Mentiroso recebeu da crítica avaliações distintas. O crítico de cinema Jefferson Barros, escrevendo para O Estado de S. Paulo, afirmou: "Werner Schünemann lança com O Mentiroso os gaudérios pós-modernos. (...) Os quatro jovens de Porto Alegre se inspiram - como o diretor - no moderno cinema americano, mas as raízes da viagem não estão em Hollywood, e sim no próprio pampa. A viagem é o grande mito inconsciente dos gaúchos e das gaúchas, todos mais ou menos gaudérios - mesmo quando usam blue jeans. O filme de Schünemann é um deboche só, vivido de bolicho em bolichos modernos (hotéis, motéis, churrascarias, estalagens provisórias enfim). (...) Depois uma cínica solução para Jonas, o mentiroso, que parte com o dinheiro e a mulher no rumo... talvez do Canadá. Se alguém chegar a Ottawa e encontrar uma 'churrascaria gaúcha', não se surpreenda: pode ser mais um final do excelente filme de Werner Schünemann."
Por outro lado, o cineasta Rogério Sganzerla escreveu, para o Jornal de Brasília, que: "Melancólico e sem graça, O Mentiroso é besteirol do pior tipo. Já não se pode falar em falta de talento, mas de doença mesmo. Difícil suportar algo pior, onde quase tudo dá errado. A certa altura do desperdício, um dos engraçadinhos desabafa: 'Não sou o único incompetente aqui dentro'. Toda regra tem exceção: além de Sérgio Mamberti (em vários papéis), salvam-se da empreitada o músico, o fotógrafo e a montadora. E há uma atriz nata, no papel de Kátia. O resto é paisagem."

### Prêmios e indicações
Festival de Brasília (1988)
- Vencedor (troféu Candango) nas categorias:

Melhor filme
Melhor ator (Angel Palomero)
Melhor atriz coadjuvante (Xala Felippi)